# Crépol
Crépol és un municipi francès situat al departament de la Droma i a la regió d'Alvèrnia-Roine-Alps. L'any 2007 tenia 476 habitants.

## Demografia

### Població
El 2007 la població de fet de Crépol era de 476 persones. Hi havia 196 famílies de les quals 52 eren unipersonals (28 homes vivint sols i 24 dones vivint soles), 72 parelles sense fills, 68 parelles amb fills i 4 famílies monoparentals amb fills.
La població ha evolucionat segons el següent gràfic:
Habitants censats

### Habitatges
El 2007 hi havia 238 habitatges, 196 eren l'habitatge principal de la família, 28 eren segones residències i 14 estaven desocupats. 211 eren cases i 24 eren apartaments. Dels 196 habitatges principals, 133 estaven ocupats pels seus propietaris, 60 estaven llogats i ocupats pels llogaters i 3 estaven cedits a títol gratuït; 1 tenia una cambra, 8 en tenien dues, 22 en tenien tres, 64 en tenien quatre i 102 en tenien cinc o més. 165 habitatges disposaven pel capbaix d'una plaça de pàrquing. A 79 habitatges hi havia un automòbil i a 96 n'hi havia dos o més.

### Piràmide de població
La piràmide de població per edats i sexe el 2009 era:
| Homes | Edats   | Dones |
| ----- | ------- | ----- |
| 0     | 95 o +  | 0     |
| 0     | 90 a 94 | 4     |
| 4     | 85 a 89 | 4     |
| 8     | 80 a 84 | 12    |
| 0     | 75 a 79 | 8     |
| 28    | 70 a 74 | 16    |
| 8     | 65 a 69 | 4     |
| 16    | 60 a 64 | 16    |
| 8     | 55 a 59 | 20    |
| 16    | 50 a 54 | 24    |
| 24    | 45 a 49 | 8     |
| 16    | 40 a 44 | 0     |
| 8     | 35 a 39 | 16    |
| 8     | 30 a 34 | 12    |
| 20    | 25 a 29 | 28    |
| 8     | 20 a 24 | 24    |
| 12    | 15 a 19 | 8     |
| 8     | 10 a 14 | 16    |
| 24    | 5 a 9   | 0     |
| 4     | 0 a 4   | 12    |

## Economia
El 2007 la població en edat de treballar era de 289 persones, 206 eren actives i 83 eren inactives. De les 206 persones actives 184 estaven ocupades (104 homes i 80 dones) i 23 estaven aturades (7 homes i 16 dones). De les 83 persones inactives 33 estaven jubilades, 24 estaven estudiant i 26 estaven classificades com a «altres inactius».

### Ingressos
El 2009 a Crépol hi havia 200 unitats fiscals que integraven 486,5 persones, la mediana anual d'ingressos fiscals per persona era de 15.499 €.

### Activitats econòmiques
Dels 25 establiments que hi havia el 2007, 1 era d'una empresa extractiva, 2 d'empreses alimentàries, 3 d'empreses de construcció, 8 d'empreses de comerç i reparació d'automòbils, 2 d'empreses de transport, 1 d'una empresa d'hostatgeria i restauració, 4 d'empreses de serveis, 2 d'entitats de l'administració pública i 2 d'empreses classificades com a «altres activitats de serveis».
Dels 6 establiments de servei als particulars que hi havia el 2009, 1 era una oficina de correu, 1 taller de reparació d'automòbils i de material agrícola, 1 paleta, 1 electricista, 1 perruqueria i 1 restaurant.
Dels 3 establiments comercials que hi havia el 2009, 1 era una botiga de menys de 120 m², 1 una fleca i 1 una carnisseria.
L'any 2000 a Crépol hi havia 24 explotacions agrícoles que ocupaven un total de 600 hectàrees.

## Equipaments sanitaris i escolars
El 2009 hi havia una escola maternal integrada dins d'un grup escolar amb les comunes properes formant una escola dispersa.

## Poblacions més properes
El següent diagrama mostra les poblacions més properes.